# Kanton Brou
Brou is een kanton van het Franse departement Eure-et-Loir. Het kanton maakt deel uit van de arrondissementen Châteaudun en Nogent-le-Rotrou. In 2018 telde het 23.167 inwoners op een oppervlakte van 715.29 km².

## Gemeenten
Het kanton Brou omvatte tot 2014 de volgende 11 gemeenten:
- Brou (hoofdplaats)
- Bullou
- Dampierre-sous-Brou
- Dangeau
- Gohory
- Mézières-au-Perche
- Mottereau
- Saint-Avit-les-Guespières
- Unverre
- Vieuvicq
- Yèvres

Na:
- de herindeling van de kantons door het decreet van 24 februari 2014, met uitwerking op 22 maart 2015 waardoor het kanton 40 gemeenten telde
- de samenvoeging op 1 januari 2017 van de gemeenten Autheuil, Charray, Cloyes-sur-le-Loir, Douy, La Ferté-Villeneuil, Le Mée, Montigny-le-Gannelon, Romilly-sur-Aigre en Saint-Hilaire-sur-Yerre tot de fusiegemeente (commune nouvelle) Cloyes-les-Trois-Rivières
- de samenvoeging op 1 januari 2017 van de gemeenten Arrou, Boisgasson, Châtillon-en-Dunois, Courtalain, Langey en Saint-Pellerin tot de fusiegemeente (commune nouvelle) Arrou
- de samenvoeging op 1 januari 2018 van de gemeenten Bullou en Mézières-au-Perche met Dangeau uit het kanton Chateaudun tot de fusiegemeente (commune nouvelle) Dangeau, waarna het decreet van 7 november 2019 de gehele fusiegemeente heeft toegewezen aan het kanton Chateaudun.
- de samenvoeging op 1 januari 2019 van de gemeenten Authon-du-Perche en Soizé  tot de fusiegemeente (commune nouvelle) Authon-du-Perche

omvat het kanton volgende 24 gemeenten:
- Arrou
- Les Autels-Villevillon
- Authon-du-Perche
- La Bazoche-Gouet
- Beaumont-les-Autels
- Béthonvilliers
- Brou
- Chapelle-Guillaume
- Chapelle-Royale
- Charbonnières
- Cloyes-les-Trois-Rivières
- Coudray-au-Perche
- Dampierre-sous-Brou
- Les Étilleux
- Frazé
- Gohory
- Luigny
- Miermaigne
- Montigny-le-Chartif
- Mottereau
- Moulhard
- Saint-Bomer
- Unverre
- Yèvres